# 卡姆亚内布里德 (新博罗瓦市镇)
50°37′14″N 28°42′2″E / 50.62056°N 28.70056°E

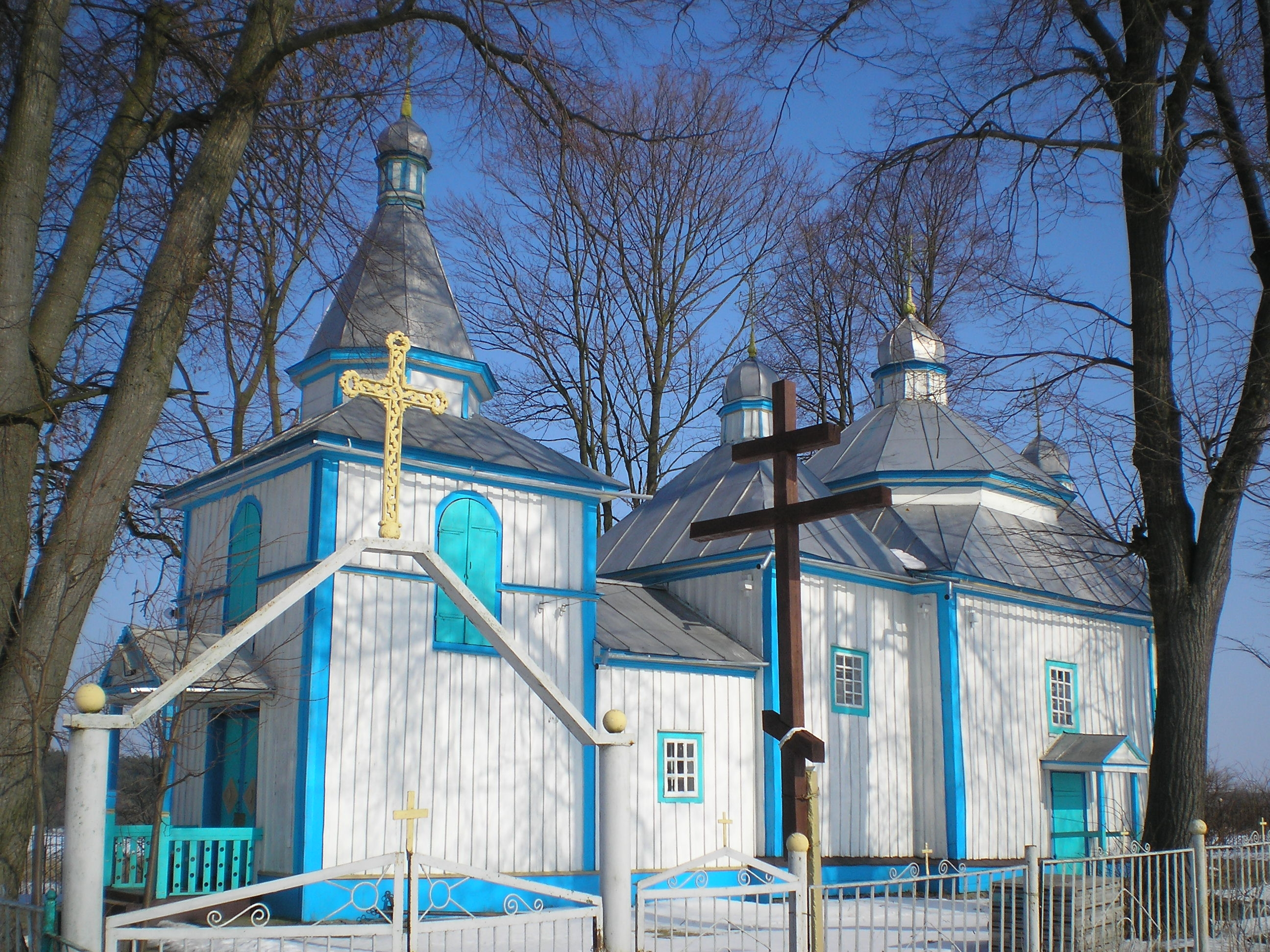
当地教堂

卡姆亚内布里德（烏克蘭語：Кам'яний Брід），是烏克蘭北部日托米爾州日托米爾區新博罗瓦市镇内的村落。面積1.3平方公里，2001年人口198，人口密度每平方公里152.31人。